# 東洋大学川越キャンパス

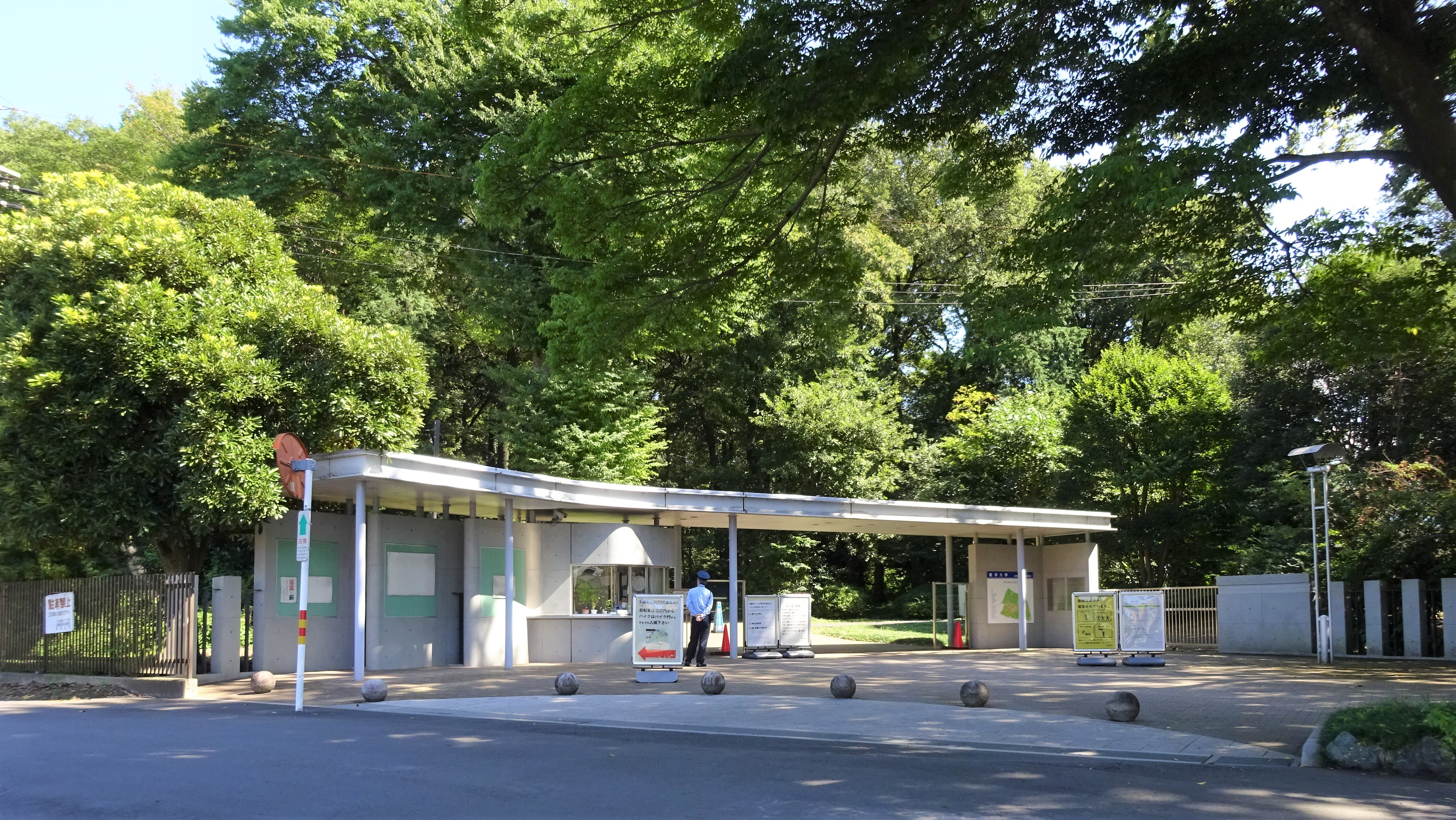
東洋大学川越キャンパス新西門

東洋大学川越キャンパス（とうようだいがくかわごえキャンパス）は、埼玉県川越市にある東洋大学のキャンパスである。

## 概要
所在地は埼玉県川越市鯨井2100。工学部を開設するにあたって新規に開設したキャンパスである。また、体育会各部のグラウンドや合宿所も同時に整備することを念頭に校地の取得を行った。現在では硬式野球部や陸上競技部の合宿所とグラウンドがそれぞれ整備され、体育会各部の練習施設と体育会合宿所が設けられている。川越市都市景観賞受賞の「4号館」や、新西門からつづく「こもれびの道」、初代工学部長の名を冠した「大越記念庭園」がある。
使用学部は理工学部（旧工学部）、総合情報学部、大学院は大学院理工学研究科、総合情報学研究科、学際・融合科学研究科が設置されている。
川越キャンパスの敷地面積は、 285,328.4 ㎡。

## 歴史
東洋大学が文学部のみの単科大学から複数の分野を網羅する総合大学へ脱皮するにあたって、キャンパスの面積不足は大きな課題であった。当初、工学部も含めて、全ての学部を白山キャンパスに設置する予定でいたが、敷地面積の問題から実現しなかった。その後、川越市長伊藤泰吉の熱心な働きかけによって、東洋大学は工学部を川越市に設置することとなった。
川越キャンパスの用地は1958年に取得していたが、キャンパスから土器が出土するなどして工事が遅れ、実際に工学部が設置されたのは1961年である。なお、2017年4月から総合情報学部は旧北区立赤羽台中学校跡地に建設される赤羽台キャンパスへ移転することを計画していたが中止となった。なお、移転計画中止後、赤羽台キャンパスには情報連携学部と大学院情報連携学研究科が開設されている。
沿革
- 1961年 - 川越キャンパス設置。工学部設置。
- 1994年 - 工学部に10月入学制度を導入。
- 2009年 - 総合情報学部を川越キャンパスへ設置。工学部を理工学部へ改組。

## 学部
- 理工学部
  - 機械工学科
  - 電気電子情報工学科
  - 応用化学科
  - 都市環境デザイン学科
  - 建築学科
- 総合情報学部
  - 総合情報学科

## 大学院
- 理工学研究科
  - 機能システム専攻
  - 電気電子情報専攻
  - 応用化学専攻
  - 都市環境デザイン専攻
  - 建築学専攻
  - 建築・都市デザイン専攻
- 総合情報学研究科
  - 総合情報学専攻
- 学際・融合科学研究科
  - バイオ・ナノサイエンス融合専攻

## 施設
- 東洋大学バイオ・ナノエレクトロニクス研究センター
- 工業技術研究所

## 特徴
体育会各部の練習施設と体育会合宿所が設けられている。
- 東洋大学陸上競技部(練習競技場、合宿所)
- 東洋大学硬式野球部(練習グラウンド、合宿所)
- 東洋大学ラグビー部(練習グラウンド、合宿所)

## 交通アクセス
所在地：埼玉県川越市鯨井2100
- 鶴ヶ島駅から徒歩10分